# Chiesa di San Gerardino
La chiesa di San Gerardino si trova in via Gerardo dei Tintori 18 a Monza ed è la più antica delle tre chiese dedicate da Monza al suo santo compatrono.

## Storia
Da un antico documento, risalente al 1174, abbiamo notizia dell'ospedale realizzato da Gerardo dei Tintori nella casa paterna prospiciente il fiume Lambro, mentre è del 1352 il primo documento che cita la chiesetta, nei secoli successivi chiamata anche San Gerardo Intramurano.
Intorno al 1500 la piccola chiesa, posta nel cortile della casa natale del Santo, venne ristrutturata e decorata con pitture, a testimonianza della venerazione dei monzesi verso il loro compatrono. 
L'edificio è stato rimaneggiato nel XVIII secolo, soprattutto nella facciata.
Nel 1831 l'ospedale ha perduto definitivamente il suo antichissimo ruolo di istituto sanitario. 

Tutto il complesso è stato ceduto dal suo ultimo proprietario al Capitolo del Duomo nel 1940 che lo ha adibito a struttura di assistenza per anziani.
Gli ultimi interventi di restauro conservativo datano dal 1996 al 2004.

## Altre chiese di Monza dedicate al santo
- Chiesa di San Gerardo al Corpo
- Chiesa di Sancto Gerhardo